# 努内斯
努内斯（Nunes）是常见的葡萄牙语人名。

## 该姓人物
- 佩德罗·努内斯（Pedro Nunes，1502年—1578年），文艺复兴时期葡萄牙学者
- 馬特烏斯·努內斯（Matheus Nunes，1998年—），葡萄牙足球运动员
- 阿洛伊西奥·努内斯（英语：Aloysio Nunes）（1945年—），巴西前外交部长

|  | 本页或本分段罗列了姓氏为「努内斯」的人物。 如果是一个指代特定个人的内链将您引导到本页，請考慮修正該人物的名字以將链接指向正確的條目。 |